# Henrik Wallin
Carl Henrik Wallin (Gotemburgo, 4 de marzo de 1969) es un deportista sueco que compitió en vela en las clases Europe y 470.
Ganó dos medallas de bronce en el Campeonato Mundial de 470, en los años 1994 y 1997, y una medalla de oro en el Campeonato Europeo de 470 de 1993. Además, obtuvo una medalla de plata en el Campeonato Mundial de Europe de 1991.

## Palmarés internacional
| Campeonato Mundial | Campeonato Mundial | Campeonato Mundial | Campeonato Mundial |
| Año                | Lugar              | Medalla            | Clase              |
| ------------------ | ------------------ | ------------------ | ------------------ |
| 1991               | Búzios (Brasil)    | Medalla de plata   | Europe             |

| Campeonato Mundial | Campeonato Mundial     | Campeonato Mundial | Campeonato Mundial |
| Año                | Lugar                  | Medalla            | Clase              |
| ------------------ | ---------------------- | ------------------ | ------------------ |
| 1994               | Helsinki (Finlandia)   | Medalla de bronce  | 470                |
| 1997               | Tel Aviv (Israel)      | Medalla de bronce  | 470                |
| Campeonato Europeo |                        |                    |                    |
| Año                | Lugar                  | Medalla            | Clase              |
| 1993               | Breitenbrunn (Austria) | Medalla de oro     | 470                |